# Abadia de Pannonhalma
A Abadia de Pannonhalma (em latim: Abbatia Territorialis Sancti Martini in Monte Pannoniae) é o monumento mais notável de Pannonhalma e um dos mais antigos de toda a Hungria, fundada em 996. Localizada perto da cidade, no topo de uma colina (282m). Acredita-se que Martinho de Tours nasceu aos pés desta colina, daí seu nome, Monte de São Martinho (em húngaro:  Márton-hegy), de onde o mosteiro ocasionalmente pegou emprestado o nome de Márton-hegyi Apátság.
Este local maginífico é composto de uma basílica com uma cripta (construída no Século XIII),  claustros, uma biblioteca gigantesca com 360.000 volumes, o refeitório barroco e a coleção da abadia (a segunda maior do país).
Hoje, possui cerca de 50 monges vivendo no mosteiro. A abadia ainda possui uma escola para garotos, da Ordem Beneditina.

## História
Foi funfada como o primeiro mosteiro beneditino húngaro em 996 pelo Príncipe Géza, que designou este local como de assentamento para os monges, e depois se tornou centro da Ordem Beneditina. O mosteiro foi construído em honra a São Martinho de Tours. O filho de Géza, Estêvão I da Hungria concedeu terras e privilégios ao mosteiros. Anastásio (Astrik) serviu como o primeiro abade.
O documento mais velho  em húngaro, a Carta da Abadia Beneditina de Tihany, datando de 1055, ainda está preservado na biblioteca. As primeiras construções da comunidade foram destruídas em 1137, depois reconstruídas. Os pilares da basílica e a abóbada gótica foram construídas no começo do Século XIII, usando as paredes da antiga igreja. Em 1486 a abadia foi reconstruída sob o reinado de Matias I da Hungria no estilo gótico.
O mosteiro tornou-se uma abadia em 1541 e como resultado de incursões Otomanas na Europa nos s[eculos XVI e XVII, ela foi fortificada. Por um século e meio foi ocupada pelo Império Otomano, e os monges tiveram que abandonar a abadia por alguns períodos. Somente depois do término desta ocupação que a abadia começou a ser reconstruída. Durante a época do abade Benedek Sajghó, uma construção no estilo barroco começou no mosteiro.
Nos Séculos XVII e XVIII, os ricos adornos barrocos e extensões foram adicionadas ao complexo e muito de sua fachada atual data desta época. A abadia recebeu a sua atual forma em 1832, com a biblioteca e a torre, que foi construída no estilo clássico. No Século XVIII, a era do Iluminismo também influenciou a vida nos mosteiros. Na década de 1860 Ferenc Storno foi responsável por grandes renovações, principalmente na basílica.
A Hungria tronou-se um estado comunista em 1945 e, em 1950 as propriedades da Ordem e as escolas mantida pelos Beneditinos foram confiscadas pelo Estado e não foram devolvidas até o fim do comunismo na Hungria. Em 1995 o complexo foi inteiramente reconstruído e renovado. Em 1996 a Abadia foi incluída como Patrimônio Mundial da UNESCO

### Lista de abades
- Astrik 997-1015
- Rasia 1015-1036
- Mor 1036-10??
- ... 10??-1091
- Péter 1091-1103
- ... 1103-1124
- Deda 1124-1131
- Dávid 1131-1150
- Rafael 1151-1175
- Rajnald 1175-1180
- Simili 1180-1189
- Péter 1189-1192
- Bálazs 1192-1198
- János 1198-1201
- ... 1201-1207
- Uros 1207-1241
- ... 1241-1249
- Salamon 1249-1252
- Favus 1252-1262
- Bonifác 1263-1288
- Herman 1288-1300
- Miklós I 1300-1306
- Imre(Henrik) 1306-1307
- Jakab 1307-1308
- János 1308-1309
- László 1309-1311
- Miklós II 1312-1318
- Miklós III 1319-1333
- Hammer Vilmos 1333-1354
- Szigfrid 1355-1365
- László Czudar 1365-1372
- Domonkos 1372-1377
- László Piaszt der Weiße 1377-1379
- István 1380-1398
- Miklós Ferenc Marczali Dózsa 1399-1404
- János Albeni 1404-1406
- Konrád Ovári 1406-1408
- János Kropidló 1408-1421
- Miklós Dobói 1422-1438
- László Héderváry 1439-1447
- Tamás Döbrentei 1447-1467
- János Vitéz 1467-1472
- Mátyás Király 1472-1490
- Tamás Bakóc 1490-1492
- László Király 1493-1500
- Mátyás Tolnai 1500-1535
- Mihály Giöry 1535-1542
- Ferenc Bedegi Nyáry 1543-1547
- János Csanády 1548-1556
- László Martonfalvi 1556-1562
- Péter Bocsi Thorday 1563-1566
- István Fejérkövy 1567-1593
- ... 1593-1638
- Mátyás Pálffy 1638-1646
- Placid Magger 1647-1667
- ... 1667-1689
- Placid Lendvay 1689-1699
- Egyed Karner 1699-1708
- ... 1708-1722
- Benedek Sajghó 1722-1768
- Sámuel Vajda 1768-1795
- Dániel Somogyi 1795-1801
- ... 1801-1829
- Mor Czinár 1829-1841
- Mihály Rimely 1842-1865
- Krizosztom Károly Kruesz 1865-1885
- Kolos Ferenc Vaszary... 1885-1892
- Lipót Fehér 1892-1910
- Tibor Hajdu 1910-1918
- ... 1918-1920
- Remig Bárdos 1920-1932
- Krizosztom Ferenc Kelemen 1933-1950
- Pál Sárközy 1951-1957
- Norbert Béla Legányi 1957-1969
- ... 1969-1973
- András Jószef Szennay 1973-1991
- Imre Asztrik Várszegi 1991-2018
- Cirill Tamás Hortobágyi 2018-

### Eventos
Pannonhalma foi visitada, entre outros mais, pelo Patriarca Aleixo II de Moscou em 1994, Papa João Paulo II em 1996, Patriarca Bartolomeu I de Constantinopla e pelo Dalai Lama em 2000. Em 2005, a Princesa Estefânia da Bélgica morreu aqui e seus restos foram enterrados na abadia em 1945.
Em julho de 2001, o ex-príncipe Otto do Império Austro-Húngaro, Otto de Habsburgo teve seu coração enterrado na abadia.
Em 2005, a um filme foi feito sobre o abade Astrik, intitulado A közvetítő (O Mediador).

## O complexo

### Basílica e cripta
A igreja atual de Pannonhalma, uma construção de estilo gótico, começou a ser feita no Século XIII durante o comando do abade Uros e foi consagrada em 1224. Descobertas arqueológicas recentes no sobressolo da porção leste da basílica datam do Século XI A porção mais velha da basílica é a parede da porção sul. Datando do Século XII, é um remanescente da segunda igreja, consagrada em 1137 durante o reinado do Abade David.
Durante algumas escavações dois pórticos foram encontrados na sacristia. Um destes presume-se que seja a entrada norte das  escavações da igreja do abade David, enquanto a outra era do abade Uros. Encontrado também entre o altar e o santuário existia uma tumba, provavelmente do abade Uros.